# العامریه (عراق)
العامریة (به عربی: العامریة، بغداد) یک منطقهٔ مسکونی در عراق است که در استان بغداد واقع شده‌است.